# Chronique d'une disparition
Pour plus de détails, voir Fiche technique et Distribution.
Chronique d'une disparition (arabe : سجل اختفاء) est un film palestinien réalisé par Elia Suleiman, sorti en 1996.

## Fiche technique
- Titre : Chronique d'une disparition
- Titre original : سجل اختفاء
- Réalisation : Elia Suleiman
- Scénario : Elia Suleiman
- Musique originale : Abed Azrié
- Pays d'origine : Palestine
- Format : Couleurs - 35 mm
- Genre : Drame
- Durée : 88 minutes
- Date de sortie : 1996

## Distribution
- Elia Suleiman : lui-même
- Ula Tabari : Adan
- Nazira Suleiman : la mère
- Fuad Suleiman : le père
- Jamel Daher : Jamal, propriétaire du Holyland
- Juliet Mazzawi : la tante
- Fawaz Eilemi : Abu Adnan
- Leonid Alexeenko : le prêtre
- Iaha Mouhamad : l'écrivain

## Distinction
- Festival des 3 Continents 1996 : Montgolfière d'argent